# 실질적 평등
실질적 평등(實質的平等, substantive equality)은 사회 속 이득을 받지 못하거나 소외된 사람들이나 그룹들의 결과의 평등, 기회 균등과 관련한 인권법의 근본 개념이다. 학자들은 실질적 평등을 국가와 행위자가 차별을 해결하고 예방하기 위해 사용하는 정책, 절차, 관습의 산물로 정의한다.